# Wolfgang Rindler
Wolfgang Rindler (18 mai 1924 à Vienne - 8 février 2019) est un physicien autrichien. Spécialiste de la relativité générale, il a introduit la notion d'horizon d'un trou noir et les coordonnées de Rindler. En collaboration avec Roger Penrose, il a popularisé l'usage des spineurs en relativité générale. Il a aussi rédigé plusieurs manuels de physique.

## Biographie
Rindler est le fils d'un avocat. À cause de son ascendance juive, il fuit l'Autriche en profitant du Kindertransport en 1938. Rindler obtient plus tard son B.Sc. et son M.Sc. de l'université de Liverpool et son Ph.D. de l’Imperial College London. En 1956, il travaille à l'université Cornell puis, à partir de 1963, au Southwest Center for Advanced Studies, qui deviendra l'université du Texas à Dallas, où il enseigne encore en 2009 à titre de professeur. Il a été universitaire invité au King's College London en 1961-62, à l'université La Sapienza à Rome en 1968-69, à l'université de Vienne en 1975 et 1987, ainsi qu'au Churchill College de l'université de Cambridge en 1990.
Il a rédigé plusieurs manuels sur la physique théorique et la relativité.

## Publication
- (en) Wolfgang Rindler, Essential Relativity : Special, General, and Cosmological, Van Nostrand Reinhold Company, 1969, 1re éd.
- (en) Wolfgang Rindler, Essential Relativity : Special, General, and Cosmological, Springer-Verlag, 1977, 2e éd.
- (en) Wolfgang Rindler, Relativity : Special, General, and Cosmological, Oxford University Press, 2001 (ISBN 0-19-850836-0)un manuel qui présente la relativité restreinte, la relativité générale et un modèle cosmologique
- (en) Wolfgang Rindler et Roger Penrose, Spinors and Spacetime, Cambridge University Press, 1984, 1986, 2e éd.
- (en) Wolfgang Rindler, Introduction to special relativity, Oxford, Clarendon Press, 2003, 169 p. (ISBN 0-19-853952-5)